# Strobilanthes cystolithigera
Strobilanthes cystolithigera är en akantusväxtart som beskrevs av Gustav Lindau. Strobilanthes cystolithigera ingår i släktet Strobilanthes och familjen akantusväxter. Inga underarter finns listade i Catalogue of Life.